# نينيان
أسقف بريطاني عاش بين عامي 360 – 432 تقريبا وهو أول مبشر في اسكتلندا حيث بدأ تنصير البكتيين.
وفقا لحكايات القديس إثلرد السيسترسي كان ابن زعيم قبيلة وتعلم في روما حيث كان أسقفا مكرسا وعندما رجع عبر بلاد الغال تصادق مع القديس مارتن دي تور، وكان أول أسقف لغالواي وأسس مجلسه الكنسي فيما يعرف اليوم بويتهورن حيث بني عام 400 تقريبا كنيسة مطلية بالجير الأبيض وسميت كانديدا كاسا أي البيت الأبيض. وكانت في القرن السادس رائدة في المراكز الدينية الإنكليزية.
قام بأصعب مهامه عندما أخذ على عاتقه مهمة تنصير اسكتلندا وفي التاريخ الديني لبيد قال أنه استطع تنصير بعض البكتيين قبل كولومبا. ولاحقا أسس كنيسة في برامبتون ومزاره يحج إليه الكثيرون ومنهم الملك جيمس السادس.
بعض الباحثين أخطئوا في فهم عبارة من أعمال القديس باتريك على أن نينيان أهدى كنيسة لذكرى مارتن من تور ولكن في الحقيقة لا يمكن إهداؤها إلا لشهيد، أما عن أبرشية غالواي فتضع اسم البيت الأبيض عليها، وأيضا يحوم الخلاف أن كانت مهمة نينيان أكثر فاعلية بين السلتيين أكثر من البكتيين ولكن المتفق عليه انه هد الطريق لكولومبا وكنتيجرن ويحتفى به يوم 16 سبتمبر

## مؤلفات عنه
- أ. ب. سكوت – نينيان رسول بريطانيا والبكتيين – 1916.
- و. د. سيميون – القديس نينيان واصل الكنيسة المسيحية في بريطانيا – 1940.
- ج. مكوين – القديس نينيان – 1961.
- م. أندرسون – القديس نينيان – 1964.